# Metten I
Metten I, o anche Mêtten o Mattan, (... – IX secolo a.C.) è stato un re di Tiro.

## Biografia e regno
Secondo Flavio Giuseppe ha regnato dopo Baalmanzor dall'839 a.C. all'831 a.C. e dopo di lui venne il figlio Pigmalione, durante il quale secondo la leggenda venne fondata Cartagine.
Secondo altre fonti ha regnato per 29 anni.